# Distrito de Mackenzie (Canadá)
O Distrito de Mackenzie foi um distrito administrativo regional dos Territórios do Noroeste do Canadá. Consistia da porção dos Territórios do Noroeste diretamente ao norte da Columbia Britânica, Alberta, e Saskatchewan no continente canadense.
Junto com o Distrito de Keewatin e o Distrito de Franklin, foi um dos últimos distritos restantes dos Territórios do Noroeste antes da formação do Território de Nunavut em 1999, deixando de existir após isso.
Atualmente, a área está, em sua maioria, incluída nos Territórios do Noroeste. O restante está em Nunavut.